# Chariton Township (Missouri)
Chariton Township est un township du comté de Chariton dans le Missouri, aux États-Unis,. Il est fondé en 1840 et baptisé en référence à la rivière Chariton River (en).

## Source de la traduction
- (en) Cet article est partiellement ou en totalité issu de l’article de Wikipédia en anglais intitulé « Chariton Township, Chariton County, Missouri » (voir la liste des auteurs).